# Bobrówka (powiat hajnowski)
Bobrówka (biał. Баброўка) – wieś w Polsce położona w województwie podlaskim, w powiecie hajnowskim, w gminie Czeremcha.
| SIMC    | Nazwa         | Rodzaj     |
| ------- | ------------- | ---------- |
| 0025804 | Turowszczyzna | przysiółek |

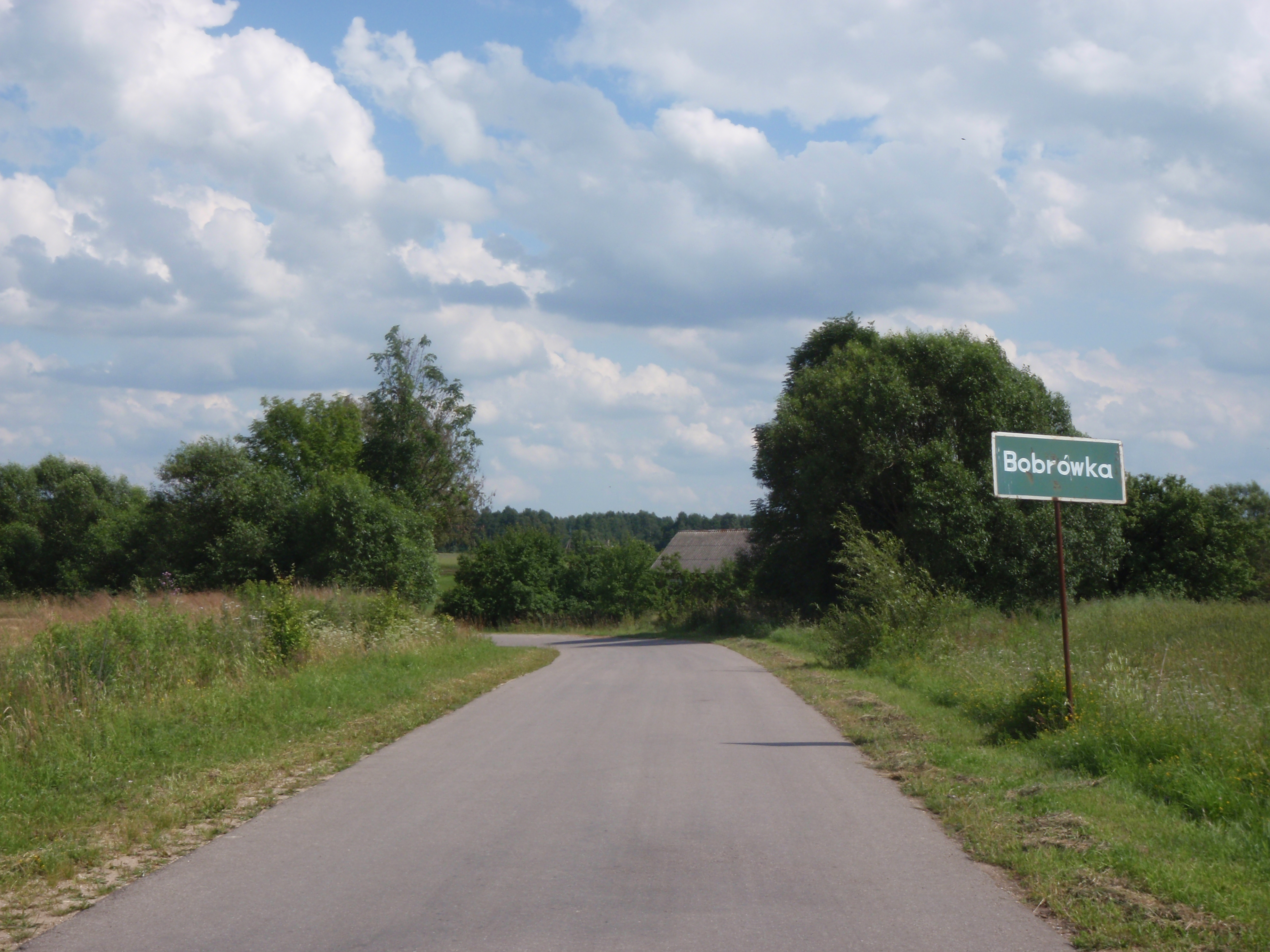
Wjazd do wsi od Zubacz

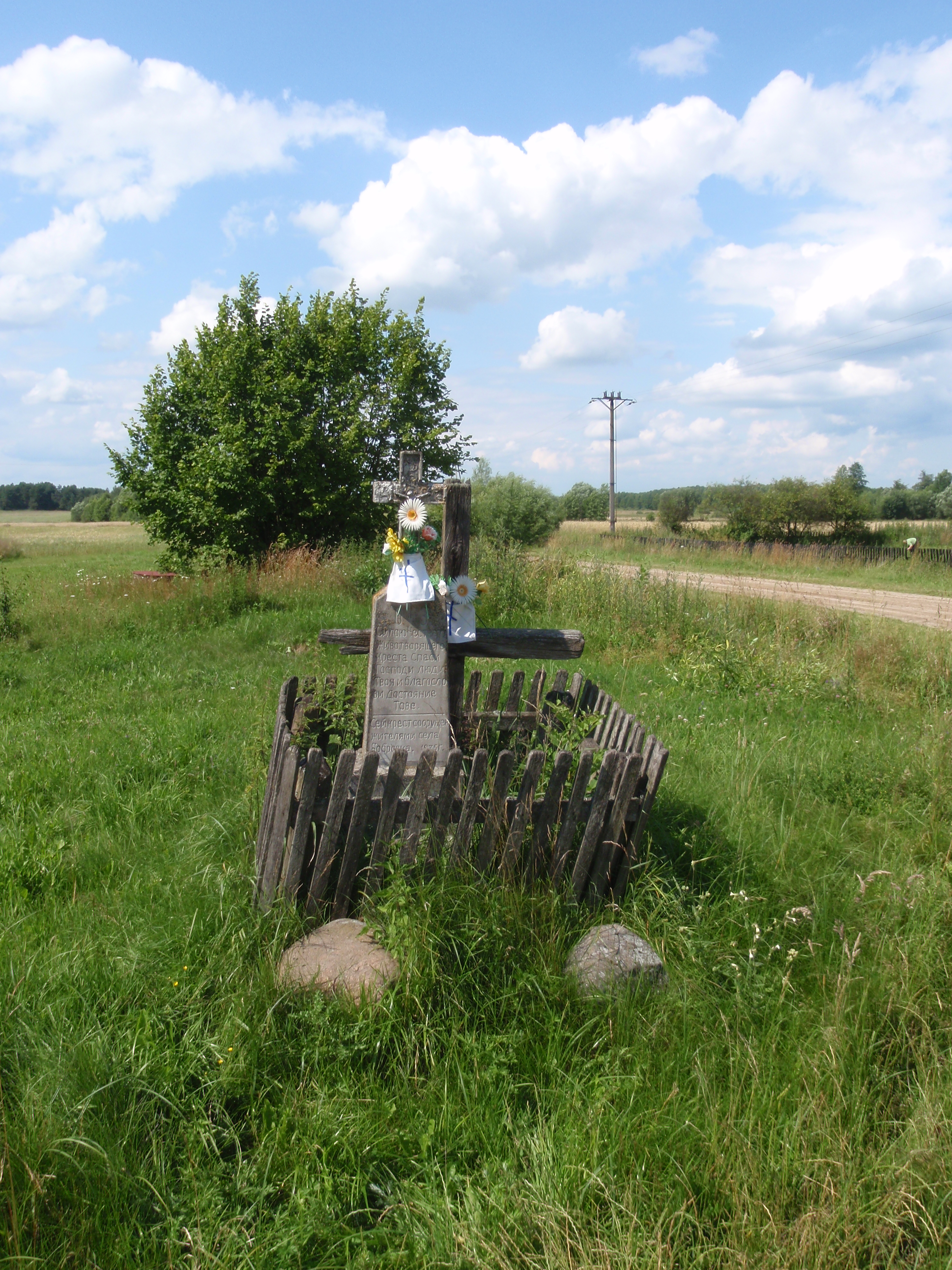
Jedna z kapliczek w Bobrówce

Wieś magnacka położona była w końcu XVIII wieku w hrabstwie wysockim w powiecie brzeskolitewskim województwa brzeskolitewskiego. W latach 1975–1998 miejscowość należała administracyjnie do województwa białostockiego.
Prawosławni mieszkańcy wsi należą do parafii Opieki Matki Bożej w Zubaczach, a wierni kościoła rzymskokatolickiego do parafii Najświętszej Maryi Panny Królowej Polski w Czeremsze.
Wieś w 2011 roku zamieszkiwało 61 osób.

## Historia
Wzmiankowana w 1794. Położona nad niewielkim strumykiem Brodziec, lewym dopływem Pulwy. W jej obrębie znajdował się majątek Turowszczyzna, własność Turów – możnego rodu ziemi brzeskiej. Wytyczona po II wojnie światowej granica państwowa rozcięła posiadłość na połowę. Po radzieckiej stronie granicy pozostał zniszczony budynek dworu, po polskiej stronie zabudowania Bobrówki i część dworskich ogrodów i łąk.
O dramatycznych wydarzeniach z przeszłości przypominają miejscowe nazwy położonych w okolicy: wzniesienia – Hora Bytwa (Góra Bitwy) i otaczającego go uroczyska – Krywawy Łuh (Krwawa Łąka).

## Zabytki
- grodzisko z XI i XII wieku – stanowisko zajmuje teren niewielkiego wzniesienia położonego pośród łąk związanych z rozlewiskami Pulwy i Brodźca. Grodzisko ma kształt w przybliżeniu okrągły i zajmuje powierzchnię około 0,25 ha. Jest otoczone pojedynczym wałem i fosą. Największa różnica wysokości pomiędzy najwyższym miejscem wału a dnem fosy dochodzi obecnie do 3,5 m. Średnica majdanu wynosi około 25 m. Najstarsze zabytki ze średniowiecznej warstwy osadniczej pochodzą z końca XI w., większość z nich datować można jednak na wiek XII. Dawniej otoczone przez wieś o powierzchni ponad 4 ha[9]. W starszej literaturze stanowisko (zlokalizowane obecnie na gruntach wsi Bobrówka i nazywane przez miejscową ludność „Zamczyskiem”) nosi nazwę Jancewicze.